# Mallabia
Mallabia – gmina w Hiszpanii, w prowincji Biskaja, w Kraju Basków, o powierzchni 23,36 km². W 2011 roku gmina liczyła 1198 mieszkańców.